# Dicofol

Estructura química.

El Dicofol (Nombre químico: 2,2,2-tricloro-1,1-bis(4-clorofenil)etanol) es un plaguicida clasificado como "moderadamente peligroso" por la Organización Mundial de la Salud (Nivel II)[1]. Existe evidencia de que este compuesto puede ser dañino a animales acuáticos, aves y a la salud humana.
Prohibido en la UE:
https://www.boe.es/buscar/doc.php?id=DOUE-L-2020-81287

## Resumen de la medida de prohibición
Está prohibido vender, comercializar, almacenar o usar dicofol como plaguicida. Fecha de entrada en vigor de la medida reglamentaria firme: 1 de noviembre de 1997. Sin embargo nos es hasta el 11 de abril de 2008 cuando se interrumpe la producción de Dicofol en el último centro industrial que lo usaba en España.

## Peligros y riesgos conocidos respecto al medio ambiente
El dicofol es un compuesto persistente y altamente bioacumulativo como demostrado en experimentos de laboratorio en España, el 11 de abril de 2008.(BCF aprox. 10 000), puede dar lugar a efectos a través de la cadena alimentaria (envenenamiento secundario). Además, en estos experimentos de laboratorio se encontraron efectos en la reproducción de búhos y pichones (cáscara. del huevo más delgada). Las previsiones según modelo en las que se asume que toda la dieta de las aves predadoras consiste en alimentos contaminados, indicaron que la aplicación del dicofol (según una adecuada práctica agrícola) llevará a la exposición de las aves que se alimentan de peces (p.e. cormoranes) a niveles similares o incluso mayores para los cuales en la literatura se reportan efectos adversos significativos. En tales casos los fabricantes tienen siempre la oportunidad de demostrar, en estudios de campo, si estos efectos ocurrirán o no. En el caso del dicofol los fabricantes decidieron no llevar a cabo un experimento de campo adicional. El uso de la sustancia fue retirado.